# Georgia Winkcup
Georgia Winkcup (* 9. Mai 1997) ist eine australische Leichtathletin, die sich auf den Hindernislauf spezialisiert hat.

## Sportliche Laufbahn
Erste internationale Erfahrungen sammelte Georgia Winkcup im Jahr 2013, als sie bei den Jugendozeanienmeisterschaften in Papeete in 7:09,24 min die Goldmedaille über 2000 m Hindernis gewann. Im Jahr darauf siegte sie in 4:29,97 min im 1500-Meter-Lauf bei den Juniorenozeanienmeisterschaften in Rarotonga und gewann in 10:37,91 min auch die Goldmedaille über 3000 m Hindernis. 2016 gelangte sie bei den U20-Weltmeisterschaften in Bydgoszcz mit 10:41,16 min auf Rang 15 über 3000 m Hindernis und 2019 gewann sie bei den Ozeanienmeisterschaften in Townsville in 9:46,51 min die Silbermedaille hinter ihrer Landsfrau Paige Campbell. Anschließend schied sie bei den Weltmeisterschaften in Doha mit 9:50,21 min in der Vorrunde aus. 2021 qualifizierte sie sich für die Teilnahme an den Olympischen Spielen in Tokio, verpasste dort aber mit 9:59,29 min den Finaleinzug. 2023 gewann sie bei den World University Games in Chengdu in 9:51,22 min die Bronzemedaille hinter ihrer Landsfrau Cara Feain-Ryan und Semra Karaslan aus der Türkei.

## Persönliche Bestleistungen
- 1500 Meter: 4:11,48 min, 22. Juli 2023 in Ninove
- 3000 Meter: 8:59,76 min, 11. März 2023 in Sydney
- 3000 m Hindernis: 9:37,43 min, 2. August 2019 in Birmingham